# Àrea del cercle

Si dividim el cercle en sectors (blaus i grocs), podem reorganitzar-los formant una figura que aproximadament és un rectangle (com més sectors, més semblant a un rectangle). Aquest rectangle té com a base la meitat de la longitud de la circumferència i com a altura el radi, la superfície és doncs

En Geometria, l'àrea del cercle de radi {\displaystyle r} és {\displaystyle \pi r^{2}}. La lletra grega {\displaystyle \pi } (pi) representa una constant, aproximadament igual a 3.14159, que és igual al quocient entre la longitud de qualsevol circumferència i el seu diàmetre.
Un mètode per obtenir aquesta fórmula, original d'Arquimedes, consisteix en veure el cercle com a límit d'una seqüència de polígons regulars. L'àrea d'un polígon regular és igual a la meitat del seu perímetre multiplicat per l'apotema. En el límit aquesta àrea tendeix cap a l'àrea del cercle, és a dir Àrea= {\displaystyle (1/2)\times 2\pi r\times r}.

## Història
Les matemàtiques modernes poden obtenir l'àrea d'un cercle fent servir el càlcul integral o els mètodes més sofisticats de l'anàlisi real. Tanmateix, l'àrea del cercle va ser estudiada pels Grecs Antics. Arquimedes va usar les eines de la Geometria Euclidiana per demostrar en el seu llibre La mesura del cercle que l'àrea del cercle és igual a la d'un triangle rectangle que té com a base la longitud de la circumferència i com a altura el radi del cercle. La longitud de la circumferència és {\displaystyle 2\pi r}, i l'àrea del triangle és la meitat de la base multiplicada per l'alçada, obtenint-se la fórmula {\displaystyle \pi r^{2}} per l'àrea del cercle. Abans que Arquimedes Hipòcrates de Quios i Eudoxus de Cnidus van estudiar aquest problema.

## Arguments històrics
S'han donat diversos arguments al llarg de la història per establir la fórmula de l'àrea del cercle: {\displaystyle A=\pi r^{2}} amb diversos graus de rigor matemàtic. El més famós d'aquests arguments va ser el mètode d'exhaustió d'Arquimedes, un dels primers que va utilitzar el concepte matemàtic de límit, a més de l'origen de l'Axioma d'Arquimedes que continua essent part del tractament analític estàndard pel conjunt dels nombres reals. La demostració original d'Arquimedes no és prou rigorosa per als criteris moderns perquè assumeix que pot comparar la longitud d'un arc de circumferència amb la longitud d'una secant i una tangent com a geomètricament evidents.

### Usant polígons
L'àrea d'un polígon regular és igual a la meitat del perímetre per l'apotema. A mesura que el nombre de costats d'un polígon regular augmenta, el polígon tendeix a un cercle i l'apotema del polígon tedeix al radi del cercle. Això ens fa pensar que l'àrea d'un cercle és la meitat de la longitud de la seva circumferència multiplicada pel seu radi.

### Demostració d'Arquimedes
Seguint la demostració d'Arquimedes compararem l'àrea d'un cercle {\displaystyle (C)} amb la d'un triangle rectangle {\displaystyle (T)} que té com a base la longitud de la circumferència del cercle {\displaystyle (c)} i com a altura el radi del cercle {\displaystyle (r)}. Si l'àrea del cercle no és igual a la del triangle, haurà de ser o més gran o més petita. Eliminarem aquestes dues suposicions i veurem que l'única possibilitat és la igualtat entre les dues àrees {\displaystyle (C=\left(1/2\right)cr)}. Utilitzarem polígons regulars per fer la demostració.

#### No més gran

Cercle amb un quadrat i un octògon inscrits, mostrant en color groc la diferència entre les àrees del octògon i el cercle.

Demostrarem, per reducció a l'absurd, que l'àrea del cercle no pot ser més gran que l'àrea del triangle.
Suposem que l'àrea de la cercle {\displaystyle C} és més gran que l'àrea del triangle {\displaystyle T} que té per base {\displaystyle c} (longitud circumferència del cercle {\displaystyle C}) i altura {\displaystyle r} (el radi del cercle). Veurem que amb aquesta suposició arribem a una contradicció. Com hem suposat que {\displaystyle C>T}, considerem {\displaystyle E} la diferència entre les dues àrees {\displaystyle C} i {\displaystyle T} {\displaystyle E=C-T}.
Inscrivim un quadrat en un cercle. Els quatre vèrtexs del quadrat estan sobre la circumferència. Entre el quadrat i el cercle queden determinats quatre segments. Si l'àrea total d'aquests quatre segments ,{\displaystyle G_{4}}, és més gran que {\displaystyle E}, dividim cada arc entre dos. Obtenim així un octògon inscrit, que determina vuit segments amb una àrea total {\displaystyle G_{8}}. Continuem dividint ({\displaystyle n} vegades) fins que l'àrea total dels segments {\displaystyle G_{n}}, sigui menor que {\displaystyle E}. Aleshores l'àrea del polígon inscrit, {\displaystyle P_{n}=C-C_{n}}, serà més gran que la del triangle.
{\displaystyle {\begin{aligned}E&{}=C-T>G_{n}\\P_{n}&{}=C-G_{n}>C-E\\P_{n}&{}>T\end{aligned}}}
Però aquesta desigualtat és una contradicció com mostrem a continuació. Dibuixem una perpendicular des del centre del cercle fins al punt mitjà del costat del polígon inscrit. La seva longitud, {\displaystyle h}, és menor que el radi del cercle. Sigui {\displaystyle s} la longitud del costat del polígon; aleshores la suma dels {\displaystyle n} costats {\displaystyle ns}, és menor que la longitud de la circumferència del cercle {\displaystyle c}. L'àrea del polígon serà la suma dels {\displaystyle n} triangles iguals d'altura {\displaystyle h} i base {\displaystyle s}, que serà igual a {\displaystyle (1/2)nhs}. Però com {\displaystyle h<r} i {\displaystyle ns<c}, l'àrea del polígon ha de ser menor que l'àrea del triangle, {\displaystyle (1/2)cr}, que és una contradicció amb el que havíem suposat. Per tant, la nostra suposició que {\displaystyle C} és més gran que {\displaystyle T} és errònia.

#### No més petita
Demostrarem, per reducció a l'absurd, que l'àrea del cercle no pot ser més petita que l'àrea del triangle.

Cercle amb un quadrat i un octògon circumscrits, mostrant en color groc la diferència entre les àrees del octògon i el cercle.

Suposem que l'àrea del cercle {\displaystyle C} és més petita que l'àrea del triangle T. Sigui {\displaystyle D} la diferència entre les dues àrees: {\displaystyle D=T-C}. Circumscribim un quadrat al cercle. El punt mig de cada costat del quadrat és tangent al cercle. Si l'àrea total de l'espai que queda entre el quadrat i el cercle, G₄, és més gran que D, retallem les cantonades del quadrat per segments tangents al cercle fins a obtenir un octògon circumscrit al cercle, i continuem retallant, fins que la diferència entre l'àrea del polígon circumscrit i el cercle sigui menor que {\displaystyle D}. Aleshores, l'àrea del polígon, Pn, serà més petita que T.
{\displaystyle {\begin{aligned}D&{}=T-C\\&{}>G_{n}\\P_{n}&{}=C+G_{n}\\&{}<C+D\\P_{n}&{}<T\end{aligned}}}
Aquesta desigualtat ens portarà a una contradicció.
Per calcular l'àrea del polígon circumscrit Pn, tracem una perpendicular pel punt mig de cada costat del polígon i aleshores obtenim un radi del cercle de longitud r. L'àrea del polígon és igual a la suma de les àrees de {\displaystyle n} triangles iguals d'altura {\displaystyle (r)} i base el costat del polígon {\displaystyle (l)}. Per tant, que serà igual a {\displaystyle \left({\frac {1}{2}}\right)nlr}.
Com que la suma {\displaystyle nl} de les longituds dels costats del polígon circumscrit és més gran que la longitud de la circumferència {\displaystyle c}, podem establir que{\displaystyle \left({\frac {1}{2}}\right)nlr}{\displaystyle >}{\displaystyle \left({\frac {1}{2}}\right)cr} =T i per tant l'àrea del polígon Pn, que és la suma de les àrees del n trinagles, seria més gran que T. Això ens porta una altra vegada a una contradicció, per tant la nostra suposició que {\displaystyle C} és menor que T és també errònia.
Per tant, l'àrea del cercle {\displaystyle C} és la mateixa que l'àrea del triangle T. Això conclou la demostració.

### Demostració per reorganització

Cercle amb hexàgon regular inscrit

Paral·lelogram format amb 6 triangles

Seguint Sateō Moshun (Smith & Mikami 1914, pàg. 130–132) i Leonardo da Vinci (Beckmann 1976, p. 19), podem utilitzar polígons regulars inscrits en un cercle per calcular l'àrea del cercle. Suposem que hi inscrivim un hexàgon i que dividim l'hexàgon en sis triangles des del centre del cercle. Dos triangles oposats tenen dos diàmetres en comú. Ara formen un paral·lelogram, amb els sis triangles, tres d'ells amb el vèrtex cap amunt i tres cap avall. El paral·lelogram tindrà com a base 3{\displaystyle s} (essent {\displaystyle s} el costat del polígon) i una alçada {\displaystyle h}. Es podria fer el mateix si augmentem a vuit el nombre de costats del polígon i així successivament. Per un polígon amb 2n costats, el paral·lelogram tindrà una base de longitud {\displaystyle ns} i una alçada {\displaystyle h}. A mesura que augmenta el nombre de costats del polígon, la longitud de la base del paral·lelogram s'apropa a la longitud de la semicircumferència del cercle i la seva alçada s'apropa al radi de cercle. En el límit, el paral·lelogram esdevé un rectangle amb amplada πr i alçada r i, per tant, d'àrea {\displaystyle \pi r^{2}}.
| Polígon | Polígon   |           | Paral·lelogram | Paral·lelogram | Paral·lelogram | Paral·lelogram |
| n       | Costat    | Base      | Alçada         | Àrea           |                |                |
| 4       | 1.4142136 | 2.8284271 | 0.7071068      | 2.0000000      |                |                |
| 6       | 1.0000000 | 3.0000000 | 0.8660254      | 2.5980762      |                |                |
| 8       | 0.7653669 | 3.0614675 | 0.9238795      | 2.8284271      |                |                |
| 10      | 0.6180340 | 3.0901699 | 0.9510565      | 2.9389263      |                |                |
| 12      | 0.5176381 | 3.1058285 | 0.9659258      | 3.0000000      |                |                |
| 14      | 0.4450419 | 3.1152931 | 0.9749279      | 3.0371862      |                |                |
| 16      | 0.3901806 | 3.1214452 | 0.9807853      | 3.0614675      |                |                |
| 96      | 0.0654382 | 3.1410320 | 0.9994646      | 3.1393502      |                |                |
| ∞       | 1/∞       | π         | 1              | π              |                |                |

## Proves modernes
Hi ha diverses definicions equivalents de la constant π. La definició convencional en geometria abans de l'aparició del càlcul infinitesimal és la raó entre la circumferència d'un cercle i el seu diàmetre:
{\displaystyle \pi ={\frac {C}{D}}.}
Tanmateix, com la circumferència d'un cercle no és un concepte analític primitiu, aquesta definició no és apropiada en els enfocaments moderns rigorosos. Una definició estàndard moderna és que {\displaystyle \pi } és igual al més petit dels zeros positius de la funció cosinus, equivalentment, la meitat del període de la funció sinus (o cosinus). La funció cosinus pot ser definida com una sèrie de potències, o com a solució d'una determinada equació diferencial. Això evita cap referència als cercles en la definició de {\displaystyle \pi }, per tant que les referències de {\displaystyle \pi } entre la circumferència i l'àrea dels cercle són actualment teoremes, més que definicions, com es mostra a continuació de les definicions analítiques de conceptes com ara "àrea" i "circumferència".
Les definicions analítiques són considerades equivalents, s'accepta la definició que afirma que la circumferència d'un cercle és mesurada com una corba rectificable en termes de la integral :
{\displaystyle C=2\int _{-R}^{R}{\frac {R\,dx}{\sqrt {R^{2}-x^{2}}}}=2R\int _{-1}^{1}{\frac {dx}{\sqrt {1-x^{2}}}}.}
La integral que apareix a la dreta és una integral abeliana, el valor de la qual és mig període de la funció sinus, igual a {\displaystyle \pi }. Per tant, la igualtat {\displaystyle C=2\pi R=\pi D} és considerada certa com a teorema,
Alguns dels arguments que segueixen fan servir només conceptes de càlcul elemental per arribar a la fórmula {\displaystyle A=\pi r^{2}}, però en molts casos veure-les com a demostracions actuals, depenen implícitament del fet que es poden desenvolupar les funcions trigonomètriques i la constant fonamental {\displaystyle \pi } de forma totalment independent de la geometria. Hem mostrat com són d'apropiades cadascuna d'aquestes proves totalment independents de la trigonometria, però en alguns casos requereixen idees matemàtiques més sofisticades que les permeses pel càlcul elemental.

### Demostració de la ceba

Àrea del disc a través de la integració de l'anell

Fent servir el càlcul, podem obtenir l'àrea del cercle de forma incremental, dividint-lo en anells concèntrics com les capes d'una ceba. Aquest és el mètode de la integració de la closca en dimensió 2. Per a un anell infinitesimalment prim de la ceba de radi t, l'àrea acumulada és 2{\displaystyle \pi }t dt, podem aproximar aquest anell com un rectangle d'amplada=2{\displaystyle \pi }t i alçada=dt. Això dona una integral elemental pel cercle de radi r.
{\displaystyle {\begin{aligned}\mathrm {Area} (r)&{}=\int _{0}^{r}2\pi t\,dt\\&{}=2\pi \left[{\frac {t^{2}}{2}}\right]_{0}^{r}\\&{}=\pi r^{2}.\end{aligned}}}
Es pot justificar rigorosament per la regla de substitució multivariant en coordenades polars. Específicament, l'àrea ve donada per la integral doble de la funció constant 1 sobre el disc D. Si D denota el disc, aleshores la integral doble es pot calcular en coordenades polars de la manera següent :
{\displaystyle {\begin{aligned}\mathrm {Area} (r)&{}=\iint _{D}1\ d(x,y)\\&{}=\iint _{D}t\ dt\ d\theta \\&{}=\int _{0}^{r}\int _{0}^{2\pi }t\ d\theta \ dt\\&{}=\int _{0}^{r}\left[t\theta \right]_{0}^{2\pi }dt\\&{}=\int _{0}^{r}2\pi t\,dt\\\end{aligned}}}
que és el mateix resultat que hem obtingut abans.
Una demostració rigorosa equivalent, sense dependre de coordenades trigonomètriques especials, fa servir la fórmula de coàrea. Definim la funció {\displaystyle \rho :\mathbb {R} ^{2}\to \mathbb {R} } per{\displaystyle \rho (x,y)={\sqrt {x^{2}+y^{2}}}}. Notem que ρ és la funció Lipschitz el gradient de la qual és un vector unitari {\displaystyle |\nabla \rho |=1}(quasi a tot arreu). Sigui D el disc {\displaystyle \rho <1} a {\displaystyle \mathbb {R} ^{2}}. Mostrarem que {\displaystyle {\mathcal {L}}^{2}(D)=\pi }, on {\displaystyle {\mathcal {L}}^{2}} és la mesura de Lebesgue bidimensional a {\displaystyle \mathbb {R} ^{2}}. Hem de tenir en compte que la mesura Hausdorff unidimensional del cercle {\displaystyle \rho =r} és {\displaystyle 2\pi r}, la circumferència del cercle de radi . (Això es pot considerar com la definició de circumferència). Aleshores, per la fórmula de coàrea: 
{\displaystyle {\begin{aligned}{\mathcal {L}}^{2}(D)&=\iint _{D}|\nabla \rho |\,d{\mathcal {L}}^{2}\\&=\int _{\mathbb {R} }{\mathcal {H}}^{1}(\rho ^{-1}(r)\cap D)\,dr\\&=\int _{0}^{1}{\mathcal {H}}^{1}(\rho ^{-1}(r))\,dr\\&=\int _{0}^{1}2\pi r\,dr=\pi .\end{aligned}}}

### Prova del triangle

Cercle desplegat per formar un triangle

El cercle i el triangle tenen la mateixa àrea.

Semblant a la demostració de la ceba descrita més amunt, podem aprofitar el càlcul en un camí diferent per arribar a l'àrea del cercle. Considerem el desplegament de cercles concèntrics en tires rectes. Això formarà un triangle rectangle amb r com a altura i {\displaystyle 2\pi r} (essent la capa més externa de la ceba) com a base.
Buscant l'àrea d'aquest triangle donarem l'àrea del cercle
{\displaystyle {\begin{aligned}{\text{Area}}&{}={\frac {1}{2}}\cdot {\text{base}}\cdot {\text{altura}}\\&{}={\frac {1}{2}}\cdot 2\pi r\cdot r\\&{}=\pi r^{2}\end{aligned}}}
Els angles adjacent i oposat d'aquest triangle són respectivament en graus 9.0430611..., 80.956939... i en radiants 0.1578311...1.4129651..
Explícitament, imaginem la divisió del cercle en triangles, cadascun amb altura igual al radi del cercle i una base infinitament petita. l'àrea d'aquests triangles és iguala a {\displaystyle 1/2\cdot r\cdot du}. Sumant (integrant) totes les àrees d'aquest triangles, arribem a la fórmula de l'àrea del cercle:
{\displaystyle {\begin{aligned}\mathrm {Area} (r)&{}=\int _{0}^{2\pi r}{\frac {1}{2}}r\,du\\&{}=\left[{\frac {1}{2}}ru\right]_{0}^{2\pi r}\\&{}=\pi r^{2}.\end{aligned}}}
També es pot demostrar per una integral doble de la funció constant 1 sobre el cercle invertint l'ordre d'integració i fent servir uns canvis de variables:
{\displaystyle {\begin{aligned}\mathrm {Area} (r)&{}=\iint _{D}1\ d(x,y)\\&{}=\iint _{D}t\ dt\ d\theta \\&{}=\int _{0}^{2\pi }\int _{0}^{r}t\ dt\ d\theta \\&{}=\int _{0}^{2\pi }{\frac {1}{2}}r^{2}\ d\theta \\\end{aligned}}}
Fent servir la substitució {\displaystyle u=r\theta ,\ du=r\ d\theta } la integral es converteix en
{\displaystyle {\begin{aligned}\int _{0}^{2\pi r}{\frac {1}{2}}{\frac {r^{2}}{r}}du=\int _{0}^{2\pi r}{\frac {1}{2}}r\ du\end{aligned}}}
que és el mateix resultat que el trobat més amunt.
La demostració del triangle pot ser reformulada com una aplicació del Teorema de Green en la forma de divergència de flux (i una versió bidimensional del teorema de divergència), de manera que evita qualsevol menció de trigonometria i de la constant {\displaystyle \pi }. Considerem el vector {\displaystyle \mathbf {r} =x\mathbf {i} +y\mathbf {j} } en el pla. La divergència de r és igual a 2 i, per tant, l'àrea d'un disc D és igual a:
{\displaystyle A={\frac {1}{2}}\iint _{D}\operatorname {div} \mathbf {r} \,dA.}
Pel teorema de Green, això és el mateix que el flux exterior de r sobre el cercle D:
{\displaystyle A={\frac {1}{2}}\oint _{\partial D}\mathbf {r} \cdot \mathbf {n} \,ds}
on n és el vector normal unitari i ds és la mesura de la longitud de l'arc. Per a un cercle de radi R amb centre a l'origen, tenim {\displaystyle |\mathbf {r} |=R} i {\displaystyle \mathbf {n} =\mathbf {r} /R}, per tant la igualtat de dalt és
{\displaystyle A={\frac {1}{2}}\oint _{\partial D}\mathbf {r} \cdot {\frac {\mathbf {r} }{R}}\,ds={\frac {R}{2}}\oint _{\partial D}\,ds.}
La integral de ds sobre tot el cercle {\displaystyle \partial D} és precisament la longitud de l'arc, que és la seva circumferència, per tant això ens mostra que el àrea A tancada pel cercle és igual a {\displaystyle R/2} vegades la circumferència d'aquest cercle.

### Demostració del semicercle
Observem que l'àrea d'un semicercle de radi r pot ser calculada per la integral {\displaystyle \int _{-r}^{r}{\sqrt {r^{2}-x^{2}}}\,dx}.

Un semicercle de radi r

Per substitució trigonomètrica, fem el canvi {\displaystyle x=r\sin \theta }, per tant {\displaystyle dx=r\cos \theta \,d\theta .}
{\displaystyle \int _{-r}^{r}{\sqrt {r^{2}-x^{2}}}\,dx}
{\displaystyle =\int _{-{\frac {\pi }{2}}}^{\frac {\pi }{2}}{\sqrt {r^{2}(1-\sin ^{2}\theta )}}\cdot r\cos \theta \,d\theta }
{\displaystyle =2r^{2}\int _{0}^{\frac {\pi }{2}}\cos ^{2}\theta \,d\theta }
{\displaystyle ={\frac {\pi r^{2}}{2}}.}
l'últim pas es prové de la identitat trigonomètrica {\displaystyle \cos(\theta )=\sin(\pi /2-\theta )} que implica que {\displaystyle \cos ^{2}\theta } i {\displaystyle \sin ^{2}\theta } tinguin la mateixa integral en l'interval {\displaystyle [0,\pi /2]}, fent servir integració per substitució. Però per altra banda, com que {\displaystyle \cos ^{2}\theta +\sin ^{2}\theta =1},la suma de les dues integrals és la longitud d'aquest interval, que és {\displaystyle \pi /2}. Consegüentment, ta integral de {\displaystyle \cos ^{2}\theta } és igual a la meitat de la longitud de l'interval, que és {\displaystyle \pi /4}.
Per tant, l'àrea del cercle de radi r, que és dues vegades l'àrea del semicercle, és igual a {\displaystyle 2\cdot {\frac {\pi r^{2}}{2}}=\pi r^{2}}.
Aquesta demostració pot semblar que és una fal·làcia de raonament circular, si es considera que les funcions sinus i cosinus de la substitució trigonomètrica estan definides en relació amb cercles. Tanmateix, com hem dit abans, és possible definir sinus i cosinus de manera que sigui totalment independent de la trigonometria, i en aquest cas la demostració és vàlida per la fórmula de canvis de variable i el teorema de Fubini, assumint les propietats bàsiques de sinus i cosinus (que poden també ser demostrades sense assumir cap de les seves relacions amb el cercles).

## Desigualtat isoperimètrica
El cercle és la corba tancada de mínim perímetre que conté l'àrea màxima. Aques enunciat es coneix com a desigualtat isoperimètrica, que afirma que si una corba rectificable de Jordan en el pla euclidi té perímetre C i una àrea A aleshores (pel teorema de corbes de Jordan) 
{\displaystyle 4\pi A\leq C^{2}.}
A més, la desigualtat es converteix en igualtat si i solament si la corba és un cercle, en aquest cas {\displaystyle A=\pi r^{2}} i {\displaystyle C=2\pi r}.

## Aproximació més ràpida
Els càlculs que va usar Arquimedes per aproximar l'àrea del cercle numèricament eren laborioses i ell es va aturar en un polígon de 96 costats. Un mètode més ràpid utilitza les idees de Willebrord Snell (Cyclometricus, 1621), desenvolupades per Christiaan Huygens (De Circuli Magnitudine Inventa, 1654), descrit en Gerretsen & Verdenduin (1983, pp. 243–250).

### Mètode de duplicació d'Arquimedes
Donat un cercle, sigui un el perímetre d'un polígon regular de n costats inscrit en el cercle, i sigui Un el perímetre d'un polígon regular de n costats circumscrit en el cercle. Aleshores un i Un són cotes inferior i superior per a la circumferència del cercle que s'aproximaran cada vegada més a la circumferència a mesura que n augmenta, i la mitjana (un + Un)/2 és una especialment bona aproximació de la circumferència. Per calcular un i Un per a un n gran, Arquimedes va derivar les següents fórmules de duplicació:
{\displaystyle u_{2n}={\sqrt {U_{2n}u_{n}}}}   (mitjana geomètrica), i
{\displaystyle U_{2n}={\frac {2U_{n}u_{n}}{U_{n}+u_{n}}}}   (mitjana harmònica).
Començant per un hexàgon, Arquimedes va doblar n quatre vegades per obtenir el polígon de 96 costats, que li va donar una bona aproximació de la longitud de la circumferència d'un cercle.
En notació moderna, podem reproduir el seu càlcul (i continuar-lo) de la manera següent. Per un cercle unitari, un hexàgon inscrit té u₆ = 6, i un hexàgon circumscrit té U₆ = 4√3. Doblant set vegades ubling seven times produeix:
| k | n   | un        | Un        | un + Un4  |
| - | --- | --------- | --------- | --------- |
| 0 | 6   | 6.0000000 | 6.9282032 | 3.2320508 |
| 1 | 12  | 6.2116571 | 6.4307806 | 3.1606094 |
| 2 | 24  | 6.2652572 | 6.3193199 | 3.1461443 |
| 3 | 48  | 6.2787004 | 6.2921724 | 3.1427182 |
| 4 | 96  | 6.2820639 | 6.2854292 | 3.1418733 |
| 5 | 192 | 6.2829049 | 6.2837461 | 3.1416628 |
| 6 | 384 | 6.2831152 | 6.2833255 | 3.1416102 |
| 7 | 768 | 6.2831678 | 6.2832204 | 3.1415970 |
(Aquí un + Un2 aproxima la circumferència del cercle unitari, que és 2{\displaystyle \pi }, per tant un + Un4 aproxima {\displaystyle \pi })
L'última entrada de la taula és 355⁄113 que és una de les millors aproximacions racionals. No ha cap cap aproximació racional millor amb denominador per sobre de 113. El número 355⁄113 és també una bona aproximació de {\displaystyle \pi }, millor que qualsevol altre número racional amb denominador menor que 16604.

### El refinament Snell–Huygens
Snell va proposar (i Huygens va demostrar) una fita més justa que la d'Arquimedes:
{\displaystyle n{\frac {3\sin {\frac {\pi }{n}}}{2+\cos {\frac {\pi }{n}}}}<\pi <n\left(2\sin {\frac {\pi }{3n}}+\tan {\frac {\pi }{3n}}\right).}
Això, per n = 48 dona una aproximació millor (aproximadament 3.14159292) que el mètode d'Arquimedes per n = 768.

### Derivació de les fórmules de duplicació d'Arquimedes

Cercle amb triangles semblants: costat del polígon circumscrit, costat del polígon inscrit i el seu complement, divisió del costat del polígon inscrit i el seu complement

Considerem que el costat d'un polígon de n costats regular inscrit en un cercle té longitud sn i que l'intersecta en els punts A i B. Sigui A′ el punt diametralment oposat a A en el cercle, per tant A′A és un diàmetre, i A′AB és un triangle inscrit sobre aquest diàmetre. Pel Teorema de Tales, aquest triangle és rectangle amb l'angle recte a B. Considerem que cn és la longitud de A′B, que anomenem el complement de sn; per tant cn²+sn² = (2r)². Sigui C el punt mitjà de l'arc que va d'A fins B, sigui C′ el punt diametralment oposat a C en el cercle. La longitud de CA és s2n, la longitud de C′A is c2n, i C′CA iés un triangle rectangle de diàmetre C′C. Com C divideix en 2 l'arc d'A a B, C′C divideix perpendicularment en dos la corda d'A a B; sigui P el punt d'intersecció. Per tant, el triangle C′AP és un triangle rectangle, i és semblant al triangle C′CA ja que comparteixen l'angle a C′. Per tant, els costats corresponents són proporcionals; en particular tenim que C′A: C′C = C′P: C′A and AP: C′A = CA: C′C. El centre del cercle, O, bisecta A′A i, per tant, el triangle OAP és semblant a A′AB, essent OP la meitat de la logitud de A′B. En termes de les longituds dels costats, això ens dona:
{\displaystyle {\begin{aligned}c_{2n}^{2}&{}=\left(r+{\frac {1}{2}}c_{n}\right)2r\\c_{2n}&{}={\frac {s_{n}}{s_{2n}}}.\end{aligned}}}
En la primera equació C′P is C′O+OP, de longitud r+¹⁄₂cn, i C′C és el diàmetre, 2r. Per a un cercle unitari tenim la famosa equació doble de Ludolph van Ceulen,
{\displaystyle c_{2n}={\sqrt {2+c_{n}}}.}
Si ara circumscrivim un polígon de n costats regular amb costat A″B″ paral·lel a AB, aleshores OAB i OA″B″ són triangles semblants, amb A″B″: AB = OC: OP. Anomenem Sn a la longitud del polígon circumscrit, aleshores tenim que Sn: sn = 1 : ¹⁄₂cn. (Hem usat un altre cop que OP é la meitat de la longitud d'A′B.) Per tant, obtenim
{\displaystyle c_{n}=2{\frac {s_{n}}{S_{n}}}.}
Anomenem un = nsn, al perímetre inscrit i Un = nSn al circumscrit. Aleshores combinant equacions tenim
{\displaystyle c_{2n}={\frac {s_{n}}{s_{2n}}}=2{\frac {s_{2n}}{S_{2n}}},}
i per tant
{\displaystyle u_{2n}^{2}=u_{n}U_{2n}.}
Això dona una equació mitjana geomètrica.
Podem també deduir:
{\displaystyle 2{\frac {s_{2n}}{S_{2n}}}{\frac {s_{n}}{s_{2n}}}=2+2{\frac {s_{n}}{S_{n}}},}
o
{\displaystyle {\frac {2}{U_{2n}}}={\frac {1}{u_{n}}}+{\frac {1}{U_{n}}}.}
Que dona una equació de mitjana harmònica.

## Aproximació aleatòria

Àrea del cercle unitat pel mètode de Monte Carlo. Amb 900 mostres aleatòries obtenim una aproximació de l'àrea del cercle que és 4×^{709}⁄_{900} = 3.15111...

Tenim un altre recurs per calcular àrees de forma aproximada, podem recórrer a “llençar dards”. Aquest mètode de Monte Carlo fa servir el fet que si una mostra aleatòria és distribuïda uniformement en la superfície d'un quadrat en el que el cercle està inscrit, la proporció de punts de la mostra que xoquen amb el disc aproxima la raó entre l'àrea del disc i la del quadrat. Aquest mètode s'hauria de considerar com a últim recurs per a calcular l'àrea del cercle (o qualsevol superfície), perquè requereix un número enorme de mostres per obtenir més precisió. Fixem un punt {\displaystyle \mathbf {z} \in S^{2}(1)} que posem en el zenit. Associat amb aquest zenit hi ha un sistema geodèsic de coordenades polars {\displaystyle (\phi ,\theta )}, {\displaystyle 0\leq \phi \leq \pi }, {\displaystyle 0\leq \theta <2\pi }, on z iés el punt {\displaystyle \phi =0}. En aquestes coordenades la distància geodèsica de z a qualsevol altre {\displaystyle \mathbf {x} \in S^{2}(1)} que té coordenades {\displaystyle (\phi ,\theta )}és el valor de {\displaystyle \phi } a x. Un cercle esfèric és el conjunt de punts situats a distància geodèsica R del punt zenit z. De forma equivalent, en un encaix a {\displaystyle \mathbb {R} ^{3}}, el cercle esfèric de radi {\displaystyle R\leq \pi } de centre z iés el conjunt de x a {\displaystyle S^{2}(1)} tal quet {\displaystyle \mathbf {x} \cdot \mathbf {z} =\cos R}.
També podem mesurar l'àrea del cercle tancat en un cercle esfèric, fent servir l'àrea fent servir la mesura pròpia de les superfícies en una esfera. L'àrea d'un cercle de radi R ve donada per
{\displaystyle A=\int _{0}^{2\pi }\int _{0}^{R}\sin(\phi )d\phi \,d\theta =2\pi (1-\cos R).}
Més generalment, si una esfera {\displaystyle S^{2}(\rho )} té radi de curvatura {\displaystyle \rho }, aleshores l'àrea del cercle de radi R ve donada per
{\displaystyle A=2\pi \rho ^{2}(1-\cos(R/\rho )).}
Observem que, com a aplicació de la Regla de l'Hôpital, aquesta àrea tendeix cap a l'àrea Euclidea {\displaystyle \pi R^{2}} en el límit {\displaystyle \rho \to \infty }.
El cas hiperbòlic és similar, amb l'àrea del cercle de radi propi R en el pla hiperbòlic (curvatura constant {\displaystyle -1}) donat per
{\displaystyle A=2\pi (1-\cosh R)}
on cosh és el cosinus hiperbòlic. En general,per a una constant de curvatura {\displaystyle -k} en el pla hiperbòlic, la resposta és
{\displaystyle A=2\pi k^{-2}(1-\cosh(kR)).}
Aquestes identitats són importants per comparar desigualtats en geometria. Per exemple l'àrea d'un cercle de radi R en un espai pla és sempre més gran que l'àrea d'un cercle esfèric i més petita que la d'un cercle hiperbòlic, considerant que els tres cercles tenen el mateix radi intrínsec. És a dir,
{\displaystyle 2\pi (1-\cos R)<\pi R^{2}<2\pi (1-\cosh R)}
per tot {\displaystyle R>0}. Intuïtivament, això és perquè l'esfera tendeix a corbar-se sobre si mateixa, produint cercles d'àrea més petita que els del pla, mentre que en el pla hiperbòlic, desenvolupen marges que produeixen àrees addicionals. Podem dir que és cert que l'àrea d'un cercle de radi fixat R és una funció estrictament decreixent en funció de la curvatura.
En tots els casos, si {\displaystyle k} és la curvatura (constant, positiva o negativa), aleshores la desigualtat isoperimètrica per a un domini d'àrea A i perímetre L és
{\displaystyle L^{2}\geq 4\pi A-kA^{2}}
on la igualtat es produeix amb el cercle.

## Generalitzacions
Podem estirar un cercle per formar una el·lipse. Com aquest estirament és una transformació lineal del pla, té un factor de distorsió que canvia l'àrea però conserva la proporció de les àrees. Aquesta observació es pot fer servir per calcular l'àrea de qualsevol el·lipse a partir de l'àrea d'un cercle unitat.
Considerem el cercle unitari circumscrit per un quadrat de costat 2. La transformació converteix el cercle en una el·lipse estirant o encongint els diàmetres horitzontal i vertical del cercle en els eixos major i menor de l'el·lipse.. El quadrat es converteix en un rectangle circumscrivint l'el·lipse. La raó entre l'àrea del cercle i la del quadrat és {\displaystyle \pi }/4, que significa que la raó entre l'el·lipse i el rectangle és també {\displaystyle \pi }/4. Suposem que a i b són les longituds dels eixos major i menor de l'el·lipse. Com que l'àrea del rectangle és ab, l'àrea de l'el·lipse és {\displaystyle \pi }ab/4.
També podem considerar mesures anàlogues en dimensions superiors. Per exemple, podem voler trobar el volum d'una esfera. Quan tenim la fórmula per calcular l'àrea de la superfície, podem fer servir el mateix tipus de "ceba" que hem fet servir pel cercle.